# 扬州麦粉厂旧址
扬州麦粉厂旧址位于江苏省扬州市邗江区便益门外古运河西岸高桥南街2号，为原扬州麦粉厂厂房旧址。该厂前身为创办于清光绪三十二年（1906）的高邮裕亨康记面粉公司，采用机器磨制面粉，厂主为戴姓。民国二十年（1931）因江淮水灾而将主机迁至扬州，民国二十三年（1933）11月重新开张，并易名为扬州面粉厂兴记股份有限公司（日占期间又改为“明记”），产品定名为“寿星牌”，并在高邮、泰州、姜堰设有外庄。现存转账传票和便笺等表明杜月笙曾任该厂董事。1954年9月改为公私合营。该厂为扬州粉面工业的主要厂家，与振扬电厂、汉兴祥蛋厂被认为是扬州近代工业的“两爿半厂”。
厂址现存建于20世纪30年代的主机楼（制粉车间）一栋，为砖木结构的五层建筑，其中东侧五层高的车间用以清理小麦，西侧四层高的车间用以生产面粉，其内部又分为一楼的打包车间、二楼的磨麦车间和三楼四楼的筛选小麦车间。2001年维修后改为扬州工业博物馆，厂房外东侧展示有1939年从德国进口的西门子电动机。